# 伏儼
伏儼（?—?），字景宏，琅邪人。晉朝史学家。
孫星衍《建立伏博士始末》世系考云伏勝十五世孫為伏完，十七世孫為伏儼。著有《汉书纠谬》，本書久佚，清朝陈蜚声辑有佚文。後代《漢書》、《史記》的集注本中，也常會引用他的注解和看法。